# Bombay Progressive Artists' Group
Le Bombay Progressive Artists' Group (Groupe progressif d'artistes de Bombay) est un groupe d’artistes peintres créé peu après l'indépenance de l'Inde en 1947.

## Historique
Il visait à établir « une nouvelle façon d'exprimer l'Inde à l'ère post coloniale ». 
Les fondateurs sont six artistes : Krishnaji Howlaji Ara (en), Sadanand Bakre, Hari Ambadas Gade (en), Maqbool Fida Husain, Sayed Haider Raza et Francis Newton Souza (en).
Bien que le groupe ait été dissout en 1956, il a influencé l'évolution de l'art indien. Presque tous les grands artistes d'Inde des années 1950 ont été associés à ce groupe, parmi lesquels Bal Chabda, Vasudeo S. Gaitonde (en), Krishen Khanna (en), Ram Kumar (en), Tyeb Mehta et Akbar Padamsee.